# Gabriele Crisanti
Gabriele Crisanti (* 1935 in Rom; † 12. Juni 2010 ebenda) war ein italienischer Filmproduzent und Bühnenbildner.

## Leben
Crisanti arbeitete zunächst als Bühnenbildner, bevor er 1967 begann, Filme zu produzieren, wobei er sich an jeweils erfolgreichen Werken orientierte und so bis 1985 eine Reihe von meist mit erotischen Einlagen gespickten Genrefilmen finanzierte. Oftmals besetzte er die weibliche Hauptrolle mit seiner langjährigen Lebensgefährtin Mariangela Giordano. Zwei Mal führte er selbst Regie: 1977 mit John Halas beim Animationsfilm Viva d’Artagnan sowie 1988 bei einem Nachzügler der Mondo-Welle.
Später verlegte er sich auf die Produktion und Verfilmung edukativer und dokumentarischer Stoffe.

## Filmografie (Auswahl)
- 1967: Devilman story
- 1968: Bleigericht (Dio li crea… io li ammazzo!)
- 1969: Django und Sartana, die tödlichen Zwei (Una lunga fila di croci)
- 1980: Die Rückkehr der Zombies (Le notti del terrore)
- 1980: Patrick lebt! (Patrick vive ancora)
- 1982: Sexorgien im Satansschloss (La bimba di Satana)
- 1988: Mondo cane 2000: L’incredibile